# Amor castúo
«Amor castúo» es una canción del grupo de hard rock español Extremoduro, incluida en su álbum de estudio debut Tú en tu casa, nosotros en la hoguera de 1989.  

## Descripción
Se trata del cuarto tema del álbum. La letra de la canción refleja el dolor que el cantante siente al cortar una relación, o bien que esta nunca ocurriera. Ahoga esa pena que tiene gracias a la masturbación pero tampoco le llega a satisfacer:

Hoy soñé, al despertar, que te follaba sin parar. Siempre lo mismo y desperté, ya no me vuelvo a masturbar.
Amor Castúo (Extremoduro)

Se llegó a sacar un CD oficial con la canción en modo de promoción del álbum en directo Iros todos a tomar por culo, cuya primera canción es Amor Castúo.